# Kote Camacho
Kote Camacho (Oyarzun, 1980) es un dibujante, director de cine y animador español.  Ha sido nominado por la Academia de Cine Europeo, con La Gran Carrera , 2010, película que obtuvo 71 premios.

## Películas dirigidas
- La Gran Carrera (cortometraje, 2010)
- Elkartea (cortometraje, 2013)
- Don Miguel (cortometraje, 2014)
- Beti Bezperako Koplak (dirección colectiva, cortometraje, 2016)
- Areka (dirección colectiva, cortometraje, 2017)
- Txillardegiren Klika (mediometraje, 2019)
- Puzzleak (cortometraje, 2024)

## Animaciones
- Caótica Ana (Julio Medem, 2007)
- Urrezko Eraztuna (Jon Garaño, 2011)
- Nuestro viejo y el mar (Lander Camarero, 2017)
- Margolaria (Oier Aranzabal, 2018)
- Apaiz Kartzela (Oier Aranzabal, Ritxi Lizartza, David Pallarès, 2021)

## Cómic
- Hona Bostekoa! / Txillardegi Bergaran (cómic, 2023)

## Storyboards
- Caótica Ana (Julio Medem, 2007)
- 28 weeks later (Juan Carlos Fresnadillo, 2008)